# Kanton
 Ovo je glavno značenje pojma Kanton. Za druga značenja pogledajte Kanton (razdvojba).
Kanton (franc., canton, izvedeno od stprov. cantoun, "ugao ulice", potom "pokrajina", "zemlja") je naziv za administrativno-teritorijalnu jedinicu u Švicarskoj, Francuskoj, Belgiji, te za upravnu podjedinicu u Federaciji BiH. U ovom posljednjem značenju u hrvatskom jeziku rabi se naziv županija.